# Aleksandar III. Škotski
Aleksandar III. (škot. Alasdair mac Alasdair) (Roxburgh, 4. rujna 1241. – blizu Kinghorna, 19. ožujka 1286.), škotski kralj od 1249. godine do smrti. Bio je posljednji odvjetak dinastije Dunkelda, koja je vodila podrijetlo od najstarije škotske dinastije Alpina. Njegova vladavina označila je zlatno doba Škotske, a njegova smrt bez živućeg muškog nasljednika značila je početak dugotrajnog, krvavog sukoba s Engleskom.

## Životopis
Rodio se kao jedini sin škotskog kralja Aleksandra II. i Marije od Coucyja. Prijestolje je naslijedio kada je imao svega sedam godina. Godine 1251. oženio se s jedanaestogodišnjom Margaretom Engleskom († 1275.), kćerkom engleskog kralja Henrika III., što je njegovom tastu omogućilo planiranje ovladavanja Škotskom. Unatoč nezrelim godinama, Aleksandar je uspio izbjeći priznavanje Henrika III. za vrhovnog seniora Škotske. U jednom trenutku je sukob između proškotskih i proengleskih pristaša u Škotskoj došao u žestoku fazu sukoba, tako da je kralj Aleksandar III. bio otet i stavljen pod nadzor pristaša Engleza. Dvije godine kasnije, prevlast u Škotskoj ostvarila je šroškotska struja, koja je stavila maloljetnog Aleksandra pod svoju kontrolu.
Godine 1263. Aleksandar III. sukobio se s norveškim kraljem Haakonom IV. (1217. – 1263.), koji je vladao otocima na zapadnoj obali Škotske te je odbio njegovu invaziju na škotsko kopno, u bitci kod Largsa. Haakonov sin i nasljednik, Magnus VI. Haakonsson (1257. – 1280.) predao je Aleksandru III. Hebride i Otok Man.
Aleksandrova žena umrla je 1275. godine, a do 1283. godine umrla su mu i oba sina: Aleksandar i David. Njegova kći Margareta Škotska udala se za norveškog kralja Erika II., čime su popravljeni odnosi između Škotske i Norveške.
Godine 1285. Aleksandar se oženio Jolandom od Dreuxa, u nadi da će ostaviti muškog nasljednika, ali poginuo je već sljedeće godine, što je dovelo do izumiranja škotske dinastije. Ipak, škotsku krunu je nasljedila njegova maloljetna unuka, Margareta Norveška, koja je umrla četiri godine kasnije, nakon čega je Škotska utonula u prijestolonasljednu krizu i sukob s Engleskom.

## Vanjske poveznice
|  | Zajednički poslužitelj ima još gradiva o temi Aleksandar III. Škotski |

- Aleksandar III. Hrvatska enciklopedija
- Aleksandar III. Proleksis enciklopedija
- Aleksandar III., kralj Škotske Britannica (engl.)
- Kralj Aleksandar III. - undiscoveredscotland.co.uk (engl.)
- Kralj Aleksandar III. Škotski (1249.-1286.) - britroyals.com (engl.)

| Prethodnik:                  | Kralj Škota (1249. - 1286.) | Nasljednik:                      |
| Aleksandar II. (1214.-1249.) | Kralj Škota (1249. - 1286.) | Margareta Norveška (1286.-1290.) |